# David Carpenter (baseball, 1985)
Pour les articles homonymes, voir David Carpenter et Carpenter.
Pour l'autre lanceur de baseball, voir David Carpenter (baseball, 1987).
Darrell David Carpenter (né le 15 juillet 1985 à Morgantown, Virginie-Occidentale, États-Unis) est un lanceur de relève droitier de baseball. 
Il évolue dans la Ligue majeure de baseball de 2011 à 2019.

## Carrière
David Carpenter évolue à la West Virginia University (WVU) lorsqu'il repêché en 2006 par les Cardinals de Saint-Louis, qui en font leur choix de 12e ronde. Il amorce sa carrière en ligues mineures et y joue toujours lorsque les Cardinals le transfèrent aux Astros de Houston le 19 août 2010 pour le joueur de troisième but Pedro Feliz.
Carpenter fait ses débuts dans les majeures avec Houston le 30 juin 2011. Il subit trois défaites avant de savourer sa première victoire en carrière le 19 septembre sur les Reds de Cincinnati. Sa fiche pour la saison est de 1-3 avec une très bonne moyenne de points mérités de 2,93 en 27 manches et deux tiers lancées et 34 apparitions en relève. Il enregistre de plus 29 retraits sur des prises.
Le 20 juillet 2012, les Astros échangent le lanceur gaucher J. A. Happ et les droitiers Brandon Lyon et David Carpenter aux Blue Jays de Toronto en retour de sept joueurs. Houston fait l'acquisition du releveur Francisco Cordero, du voltigeur Ben Francisco, et de 5 athlètes évoluant en ligues mineures : le lanceur gaucher David Rollins, les droitiers Asher Wojciechowski, Kevin Comer et Joe Musgrove, et le receveur Carlos Pérez. Carpenter ne joue que 3 parties avec Toronto. Il boucle la saison 2012 avec deux défaites en 33 matchs joués au total, et une moyenne de points mérités de 8,07 en 32 manches et un tiers au monticule.
Le 21 octobre 2012, Carpenter passe aux Red Sox de Boston lors du transfert du manager John Farrell. Les Jays reçoivent Mike Avilés en retour. 

### Braves d'Atlanta
Le 30 novembre, les Braves d'Atlanta réclament Carpenter au ballottage. Utile à l'enclos de relève des Braves, il fait 121 apparitions au monticule en deux saisons. Il présente une brillante moyenne de points mérités d'à peine 1,78 en 65 manches et deux tiers lancées en 2013, avec 74 retraits sur des prises.
En 65 parties et 61 manches lancées en 2014, sa moyenne se chiffre à 3,54.
Au total, sa moyenne de points mérités s'élève à 2,63 en 126 manches et deux tiers de travail pour Atlanta, avec 10 victoires, 5 défaites et 3 sauvetages.

### Yankees de New York
Après deux saisons à Atlanta, Carpenter est le 1er janvier 2015 échangé avec le lanceur gaucher Chasen Shreve aux Yankees de New York, en retour du lanceur gaucher Manny Banuelos. Peu efficace en amorçant 2015, sa moyenne de points mérités s'élève à 4,82 en 18 manches et deux tiers lancées lors de 22 sorties pour New York.

### Nationals de Washington
Le 11 juin 2015, les Yankees échangent Carpenter aux Nationals de Washington contre Tony Renda, un joueur de champ intérieur des ligues mineures. Il lance 6 manches en 8 sorties pour Washington, abaissant sa moyenne de points mérités à 4,01 en 24 manches et deux tiers lancées au total en 2015 avec les Yankees et les Nationals.

### Retour à Tampa Bay
Carpenter signe un nouveau contrat avec son ancien club, les Braves d'Atlanta, le 21 novembre 2015. Libéré de ce contrat le 5 mars 2016, durant le camp d'entraînement des Braves, il rejoint les Rays de Tampa Bay, un autre de ses anciens clubs, le 11 mars.